# Franco da Rocha
Franco da Rocha, amtlich portugiesisch Município de Franco da Rocha, ist eine Großstadt im Südwesten des Bundesstaates São Paulo in Brasilien. In Franco da Rocha leben nach einer Schätzung des IBGE zum 1. Juli 2017 149.502 Einwohner.

## Geschichte
Eine Ersterwähnung des Vorstoßes in das Gebiet von Campos do Juquery datiert aus 1627. Franco da Rocha war bis zum 19. Jahrhundert ein Dorf. Erst mit der Einweihung des Bahnhofs  am 1. Februar 1888 entwickelte sich der Ort und die Region. Der Bau eines Krankenhauses führte zu weitem Zuwachs. 1908 errichtete man die erste Kirche. Seit dem 30. November 1944 ist Franco da Rocha eine autonome Gemeinde.

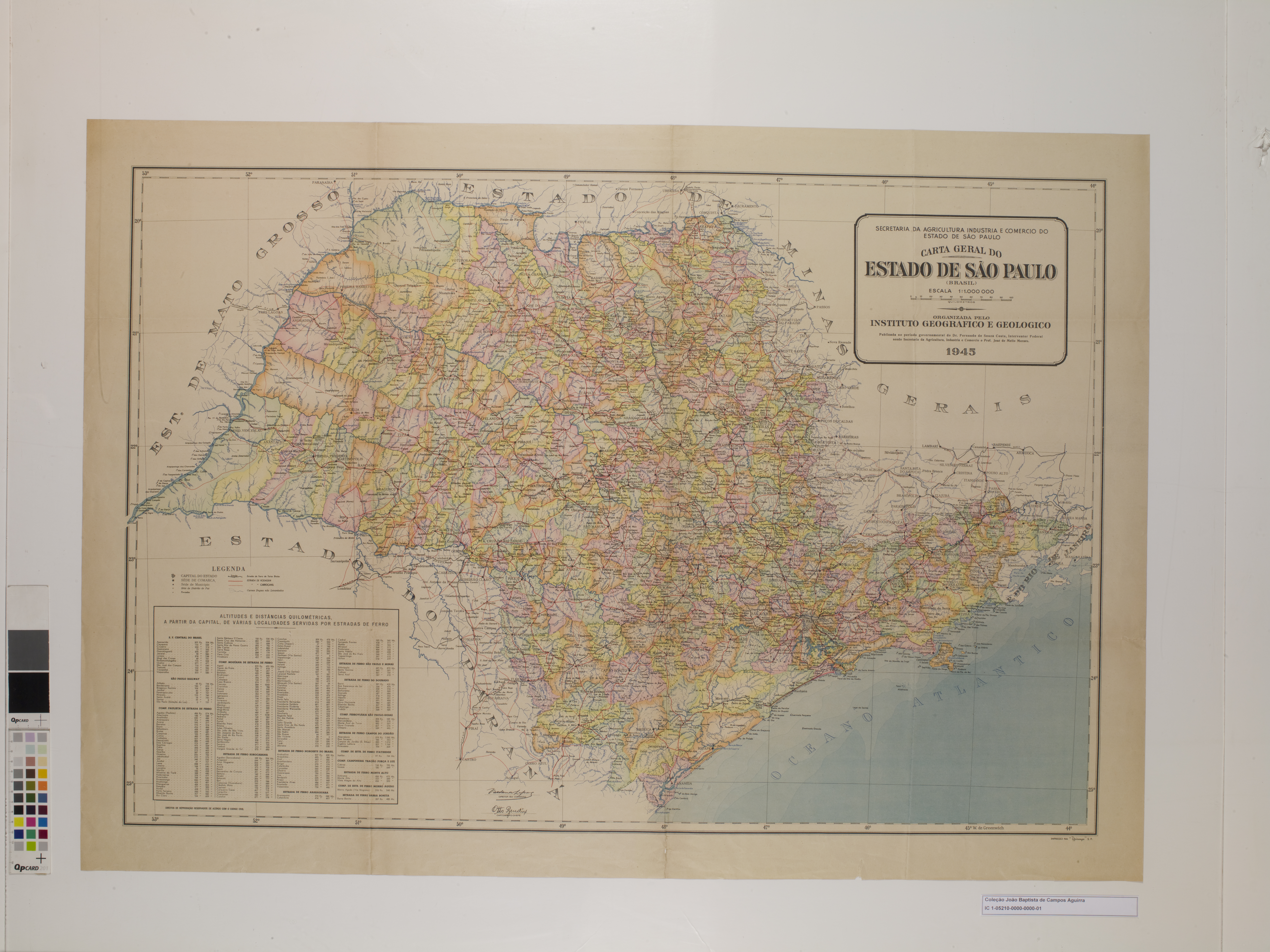
Karte des Bundesstaates São Paulo (1944).

## Bürgermeister
- Mário Maurici de Lima Morais (1. Januar 1993 – 31. Dezember 1996)
- José Benedito Hernandez (1. Januar 1997 – 31. Dezember 200)
- Roberto Seixas (1. Januar 2001 – 31. Dezember 2004)
- Marcio Cecchettini (1. Januar 2005 – 31. Dezember 2008, wiedergewählt für 2009–2012)
- Kiko Celeguim (seit 1. Januar 2013, wiedergewählt für 2017–2020)

## Söhne und Töchter des Munizips
- Erika Hilton (* 1992), afrobrasilianische Transgender-Frau, LGBT-Aktivistin, Landes- und Kommunalpolitikerin